# Methode der Grenzpaare
Die Methode der Grenzpaare (englisch Border pairs method, BPM) ist ein Algorithmus für das maschinelles Lernen des mehrschichtigen Perzeptrons. Es handelt sich um den Aufbau der Methode der Bipropagation, die wiederum ein Aufbau der Methode der Backpropagation ist. Er ermöglicht uns die Anordnung der verschiedenen Elemente in Klassen. Der Vorteil der BPM vor der Methode der Backpropagation besteht darin, dass sie konstruktiv ist. Das bedeutet, dass die BPM während des Lernen den Aufbau des mehrschichtigen Perzeptrons findet, der dem optimalen Aufbau nahe ist und sich das Lernen nicht ins lokales Minimum verirrt. Die Funktion der Methode ist mittels synthetischem (XOR) und reellen Lernmustern erprobt (Schwertlilien, Dezimalziffern). Gute Resultate erreicht die Methode auch mit Rauschdaten. Neben dem gewöhnlichen Lernen sind auch das »inkrementelle« und das »online« BPM Lernen möglich.